# Asijsko-pacifické hospodářské společenství

členové APEC

Asijsko-pacifické hospodářské společenství (anglicky Asia-Pacific Economic Cooperation, zkratka APEC) je organizace sdružující 21 zemí. Tyto země vytvářejí polovinu HDP světa. Cílem tohoto seskupení je zlepšit ekonomické a politické vztahy mezi členskými státy. Tato ekonomická integrace má své sídlo v Singapuru.

## Členové
| Členská země           | V organizaci od té doby |
| ---------------------- | ----------------------- |
| Austrálie              | 1989                    |
| Brunej                 | 1989                    |
| Kanada                 | 1989                    |
| Indonésie              | 1989                    |
| Japonsko               | 1989                    |
| Jižní Korea            | 1989                    |
| Malajsie               | 1989                    |
| Nový Zéland            | 1989                    |
| Filipíny               | 1989                    |
| Singapur               | 1989                    |
| Thajsko                | 1989                    |
| Spojené státy americké | 1989                    |
| Čína                   | 1991                    |
| Hongkong               | 1991                    |
| Tchaj-wan              | 1991                    |
| Mexiko                 | 1993                    |
| Papua Nová Guinea      | 1993                    |
| Chile                  | 1994                    |
| Peru                   | 1998                    |
| Rusko                  | 1998                    |
| Vietnam                | 1998                    |

## Cíle organizace
APEC vzniklo původně jako diskusní fórum zemí, které chtěly řešit ekonomické problémy regionu. Po celé období své existence sleduje následující cíle:
- růst a rozvoj regionu,
- zvýšení efektů regionu plynoucích z větší ekonomické spolupráce,
- rozvoj a posilování otevřeného multilaterálního systému obchodu,
- odstranění bariér obchodu se zbožím, službami a investicemi.

Naplňováním těchto cílů vedlo ke vzniku regionálního seskupení s obrovskou ekonomickou silou. Státy APEC se podílí na třetině rozlohy světa, žije v nich přibližně 40 % obyvatelstva, podílí se na více než polovině světového HDP a přibližně 45 % světového obchodu.
V roce 1994 byl stanoven ambiciózní cíl – vytvoření zóny volného obchodu. Za tímto účelem byl vytvořen akční plán, který má vést k naplňování volného obchodu. Plán je postavený na dobrovolnosti a korespondují s ním tři hlavní pilíře APEC:
- Obchodní a investiční liberalizace
- Ekonomická a obchodní spolupráce
- Podpora obchodu a investic

Od roku 1993 se uvolňuje obchod a rostou investice v regionu. Roste rovněž podíl vzájemného obchodu mezi státy APEC.

## Každoroční summity
| Vydání              | Rande                             | Hostitelská země       | Hostitelská město                  |
| ------------------- | --------------------------------- | ---------------------- | ---------------------------------- |
| 1. místo            | 6.–7. listopadu 1989              | Austrálie              | Canberra                           |
| 2. místo            | 29.–31. července 1990             | Singapur               | Singapur                           |
| 3. místo            | 12.–14. listopadu 1991            | Jižní Korea            | Soul                               |
| 4. místo            | 10.–11. září 1992                 | Thajsko                | Bangkok                            |
| 5. místo            | 19.–20. listopadu 1993            | Spojené státy americké | Blakeův ostrov                     |
| 6. místo            | 15.–16. listopadu 1994            | Indonésie              | Bogor                              |
| 7. místo            | 18.–19. listopadu 1995            | Japonsko               | Osaka                              |
| 8. místo            | 24.–25. listopadu 1996            | Filipíny               | Manila/Subic                       |
| 9. místo            | 24.–25. listopadu 1997            | Kanada                 | Vancouver                          |
| 10. místo           | 17.–18. listopadu 1998            | Malajsie               | Kuala Lumpur                       |
| 11. místo           | 12.–13. září 1999                 | Nový Zéland            | Auckland                           |
| 12. místo           | 15.–16. listopadu 2000            | Brunej                 | Bandar Seri Begawan                |
| 13. místo           | 20.–21. října 2001                | Čína                   | Šanghaj                            |
| 14. místo           | 26.–27. října 2002                | Mexiko                 | Los Cabos                          |
| 15. místo           | 20.–21. října 2003                | Thajsko                | Bangkok                            |
| 16. místo           | 20.–21. listopadu 2004            | Chile                  | Santiago                           |
| 17. místo           | 18.–19. listopadu 2005            | Jižní Korea            | Pusan                              |
| 18. místo           | 18.–19. listopadu 2006            | Vietnam                | Hanoj                              |
| 19. místo           | 8.–9. září 2007                   | Austrálie              | Sydney                             |
| 20. místo           | 22.–23. listopadu 2008            | Peru                   | Lima                               |
| 21. místo           | 14.–15. listopadu 2009            | Singapur               | Singapur                           |
| 22. místo           | 13.–14. listopadu 2010            | Japonsko               | Jokohama                           |
| 23. místo           | 12.–13. listopadu 2011            | Spojené státy americké | Honolulu                           |
| 24. místo           | 9.–10. září 2012                  | Rusko                  | Vladivostok                        |
| 25. místo           | 5.–7. října 2013                  | Indonésie              | Bali                               |
| 26. místo           | 10.–11. listopadu 2014            | Čína                   | Peking                             |
| 27. místo           | 18.–19. listopadu 2015            | Filipíny               | Pasay                              |
| 28. místo           | 19.–20. listopadu 2016            | Peru                   | Lima                               |
| 29. místo           | 10.–11. listopadu 2017            | Vietnam                | Danang                             |
| 30. místo           | 17.–18. listopadu 2018            | Papua Nová Guinea      | Port Moresby                       |
| 31. místo (Původně) | 16.–17. listopadu 2019 (zrušeno)  | Chile                  | Santiago                           |
| 31. místo (Náhrada) | 20. listopadu 2020                | Malajsie               | Kuala Lumpur (Hostováno digitálně) |
| 32. místo           | 16. července a 12. listopadu 2021 | Nový Zéland            | Auckland (Hostováno digitálně)     |
| 33. místo           | 18.–19. listopadu 2022            | Thajsko                | Bangkok                            |
| 34. místo           | 15.–17. listopadu 2023            | Spojené státy americké | San Francisco                      |
| 35. místo           | 10.–16. listopadu 2024            | Peru                   | Cuzco                              |